# يو إف سي 276
يو إف سي 276: أديسانيا ضد كانونير (بالإنجليزية: UFC 276: Adesanya vs. Cannonier)‏ هو حدث لفنون القتال المختلطة نظمته يو إف سي، أُقيم في 2 يوليو 2022، على تي موبايل أرينا في بارادايس، نيفادا، الولايات المتحدة.